# Лермонтовская площадь
Ле́рмонтовская площадь (часть бывшей Красноворо́тской площади) — площадь на северо-востоке центра Москвы, на стрелке Новой Басманной и Каланчёвской улиц. С третьей стороны площадь ограничена Красноворотским проездом. Посередине площади разбит сквер, в котором установлен памятник М. Ю. Лермонтову и скульптура «Сезонник» (в честь рабочих, приезжающих в Москву на сезон).

## Происхождение названия
Переименована в 1941 году в честь Михаила Юрьевича Лермонтова. Прежние названия — Красноворотская площадь, площадь Красные Ворота.

## История
В своём нынешнем виде площадь существует с 1992 года. В это время она была разделена на две части: собственно Лермонтовскую площадь и часть, находящуюся внутри Садового кольца, которой было возвращено историческое название площадь Красные Ворота.

## Транспорт
- Станция метро  Красные Ворота
- Автобусы: Б, с633, т24, н15